# Lepidagathis appendiculata
Lepidagathis appendiculata är en akantusväxtart som beskrevs av Gustav Lindau. Lepidagathis appendiculata ingår i släktet Lepidagathis och familjen akantusväxter. Inga underarter finns listade i Catalogue of Life.